# Dobromil (gmina w województwie białostockim)
Dobromil (do 1952 Bielsk; od 1973 Bielsk Podlaski) – dawna gmina wiejska istniejąca w latach 1952–1954 w woj. białostockim (dzisiejsze woj. podlaskie). Siedzibą gminy był Dobromil.
Gmina została utworzona w dniu 1 lipca 1952 roku w woj. białostockim, w powiecie bielskim, po przeniesieniu siedziby gminy Bielsk z Bielska Podlaskiego do Dobromila i zmianie nazwy jednostki na gmina Dobromil; równocześnie część obszaru gminy przyłączono do miasta Bielsk Podlaski. W dniu powołania gmina składała się z 10 gromad: Bolesty, Dubiażyn, Knorydy, Kozły, Krasna Wieś, Lewki, Mokre, Piliki, Rajki, Zawady. 1 stycznia 1954 roku do gmin Dobromil przyłączono część obszaru gminy Kleszczele.
Gmina została zniesiona 29 września 1954 roku wraz z reformą wprowadzającą gromady w miejsce gmin. Jednostki nie przywrócono 1 stycznia 1973 roku po reaktywowaniu gmin.